# Björne Carlsson
Björne Carlsson   (p. dècada del 1970) és un antic pilot d'enduro suec que va guanyar el Campionat del món de 400cc 4T el 1998, va ser tres vegades Campió de Suècia entre el 1998 i el 2011 i va formar part de l'equip suec que va guanyar el Junior Trophy als Sis Dies Internacionals d'Enduro el 1994. Pilot oficial de Husaberg durant 17 anys, es va retirar de les competicions d'alt nivell el 2009, tot i que va seguir participant ocasionalment en algunes proves locals emblemàtiques (com ara la Novemberkåsan, que va guanyar el 2002) i en els Sis Dies Internacionals amb una Kawasaki.